# Виконт Лизерс
Виконт Лизерс из Пурфлита в графстве Эссекс — наследственный титул в системе Пэрства Соединённого королевства. Он был создан 18 января 1954 года для бизнесмена, консервативного политика и государственного служащего Фредерика Лизерса, 1-го барона Лизерса (1883—1965). В 1941 году он уже получил титул барона Лизерса из Пурфлита в графстве Эссекс (Пэрство Соединённого королевства).
По состоянию на 2025 год носителем титула являлся его внук, Кристофер Грэм Лизерс, 3-й виконт Лизерс (род. 1941), который наследовал своему отцу в 1996 году.

## Виконты Лизерс (1954)
- 1954—1965: Фредерик Джеймс Лизерс, 1-й виконт Лизерс (21 ноября 1883 — 19 марта 1965), сын Роберта Лизерса;
- 1965—1996: Фредерик Алан Лизерс, 2-й виконт Лизерс (4 апреля 1908 — 21 января 1996), старший сын предыдущего;
- 1996 — настоящее время: Кристофер Грэм Лизерс, 3-й виконт Лизерс (род. 31 августа 1941), старший сын предыдущего;
  - Наследник: достопочтенный Джеймс Фредерик Лизерс (род. 27 мая 1969), единственный сын предыдущего.